# Barraca G-39
La barraca G-39, o barraca Em-37, és una barraca de vinya situada al municipi de Subirats (Alt Penedès), uns 300 m a l'est del nucli d'Ordal.
És una construcció aixecada en pedra seca sobre superfície plana al marge d'un camí, de planta circular i forma troncocònica, però amb el sostre irregular. Les mides són de 2,60 m de diàmetre interior i una alçada màxima de 3,40 m. Aquesta alçada correspon a la part més alta de la falsa volta que s'alça sobre la primera provocant la irregularitat i fent-la excepcional. La construcció és de la tipologia de sostre de falsa volta, típic en aquestes edificacions (acostament de filades de pedra seca, sense cap mena de material d'unió, i amb una gran llosa per tapar el sostre). Hi ha dues fornícules interiors i la llinda de la porta és plana. Tant a l'interior com a l'exterior hi ha parts on la pedra està lligada amb ciment. El portal està orientat al sud-oest, té una alçada de 155 cm i una amplada de 55 cm.
A l'exterior tenia 2 barraques adossades, més petites, fetes de pedra seca i coberta de bigues de ciment i totxanes, que van ser eliminades per complet el 2024 durant el transcurs del Camp de Treball Internacional de Joventut. També es va refer el centre de la coberta amb grans blocs, s'hi va posar terra i plantar lliris, les arrels dels quals actuen reforçant la unió de les pedres que conformen la cúpula de la barraca.
Els codis utilitzats en la denominació d'aquesta barraca procedeixen de dos estudis diferents que han intentat sistematitzar la informació sobre aquests elements arquitectònics al terme de Subirats. El primer codi (lletra + número) procedeix d'un estudi realitzat per Araceli Soler i Jaume Rovira. El segon codi (dues lletres + número) correspon a l'estudi realitzat per Crestabocs, Grup de Muntanya d'Ordal.